# John Hand
John Hand, né le 4 juin 1902 à Toronto et mort le 7 juillet 1967 dans la même ville, est un rameur d'aviron canadien.

## Palmarès

### Jeux olympiques
- Amsterdam 1928
  -  Médaille de bronze en huit[1].